# Ricardo Gallego
Ricardo Gallego Redondo (ur. 8 lutego 1959 w Madrycie) – hiszpański piłkarz grający na pozycji pomocnika.
Z reprezentacją Hiszpanii, w której w latach 1982–1988 rozegrał 42 mecze i strzelił 2 gole, wystąpił na Mistrzostwach Świata 1982 i 1986 oraz Euro 1984 i 1988.

## Osiągnięcia
- Wicemistrzostwo Europy (1984)
- Mistrzostwo Hiszpanii (1986, 1987, 1988, 1989)
- Zwycięstwo w Pucharze UEFA (1985, 1986)
- Zwycięstwo w Pucharze Hiszpanii (1982,1989)
- Zwycięstwo w Pucharze Ligi hiszpańskiej (1985)
- Zwycięstwo w Superpucharze Hiszpanii (1988)